# デイリーハイライト
『デイリーハイライト』とは、民放連・ジャパンコンソーシアムが、オリンピック大会期間中の平日の毎晩夜ないし、深夜の30分から1時間に渡り、日本テレビ系・テレビ朝日系・TBS系・テレビ東京系・フジテレビ系の在京キー局が日替わりで交互に制作するスポーツ特番である（独立UHF放送局では放送されていない）。なお、週末については別に午前中の1時間55分弱で『大会ハイライト』が大会期間中、在京キー5局のうちの2局の系列で放送されている。
かつては各テレビ局の「スポーツニュース」で伝える程度であったが、2008年の北京オリンピックでは、現地にキャスターを派遣するなど各局ごとにカラーが分かれている。なお、正式番組タイトル『○○○○（西暦年数）○○（オリンピック開催都市名）オリンピックtoday!!デイリーハイライト』である。このデイリーハイライトは1998年の長野オリンピックから、毎オリンピック開催につき放送されている。なお、1年延期された『2020東京オリンピック』については同タイトルを使わずに民放連は『東京五輪プレミアム』を大会期間中在京民放キー局のどれか1系列が中継するハイライト番組を放送した。
また2002年からFIFAワールドカップの本大会期間中においても、同様の共同制作体を編成して『FIFAワールドカップデイリー/ウィークリーハイライト』を放送している。

## 大会期間中この影響で放送時間が変わる番組
- 大会期間中は通常の23時前後の番組以降がこの影響で放送時間は大幅に遅れている。場合によっては休止になる番組もある（ほとんどはニュース・スポーツの最終版だが、テレビ朝日系では『報道ステーション』がニュース・スポーツの最終版のため、その終了直後から始まる深夜番組が影響する）。

影響する番組については下記を参照のこと。
以下は2014年の「ソチオリンピック」大会期間中の対応である。
- 日本テレビ系:『NEWS ZERO』（通常は月 - 木曜が22:54（2013年9月まで、2013年10月以降はさらに6分遅れ）、金曜はミニ番組→『アナザースカイ』（ - 2010年3月、2010年4月以降はさらに28分の番組が編成上入っている）をはさんで23:30 - （2010年4月2日以降は23:58 - ）の約1時間）
- テレビ朝日系:月 - 木『ネオバラエティ』、金曜『金曜ナイトドラマ』（ただし朝日放送テレビは月 - 木曜が『ナイトinナイト』→『ABCニュース』→『ネオバラエティ』の時差送出、金曜は『探偵!ナイトスクープ』→『ABCニュース』→『金曜ナイトドラマ』の時差送出）夏の全国高校野球期間中はこれよりも先に『熱闘甲子園』から影響する。
- TBS系:『NEWS23』（通常は月 - 木曜が23:00 - 23:30（2013年4月以降月 - 木曜は22:54 - 23:48）、金曜は23:30 - 23:59（2013年4月以降は23:30 - 24:20）。）
- テレビ東京系:『ワールドビジネスサテライト』→『neo sports』（通常は前者が23:00 - 23:58、後者は2013年4月以降月 - 木曜は24:45 - 25:00、金曜のみ23:58 - 24:12、前番組の時間枠拡大などで放送時間変更の場合もある。）
- フジテレビ系:『ニュースJAPAN&すぽると!』（通常は前者が月 - 木曜は23:30 - 23:55、金曜は23:58 - 24:23、後者は月 - 木曜が23:55 - 24:35、金曜は24:23 - 25:05、21時枠の番組、22時枠の番組の時間延長等により放送時間の繰り下げの場合もある。）

### 2014年ソチオリンピックの場合
- 2014年ソチオリンピックの大会期間中は各局ごとにデイリーハイライトを朝の情報ワイド内とニュース・スポーツの最終版内もしくはニュース・スポーツの最終版終了直後の10分間のどちらかに分けて2枠にて放送されていたが、テレビ朝日系・テレビ東京系を除きニュース・スポーツの最終版放送の前後からソチオリンピックの競技種目生中継でデイリーハイライトが朝の部または最終枠の部のどちらか休止になった局もあった。（基本的には各局とも30秒の企業を4社特別セールスで番組提供を行った。しかし、大会期間中に一部のスポンサーが別の不祥事でCMを自粛する事態になったり日によってはPT扱いになったり提供クレジットを自粛したときもあった。）だが、テレビ宮崎は一部の競技種目が放送時間延長枠の放送尺の都合上ネットされなかったため代替番組を日本テレビもしくはフジテレビから番組販売で穴埋めする事態にもなったため、視聴者からの問い合わせも多かった。なお、朝の放送は日本テレビが「ZIP!」、TBSは「朝ズバッ!」、フジテレビは2月21日を除き「めざましテレビ」のそれぞれ番組内7時台、テレビ朝日は月 - 金曜の毎日7:20 - 7:30、テレビ東京は大会期間中「ニュースモーニングサテライト」第2部を10分削って（ただし2月11日のみ祝日のため代替「TXNニュース」の放送時間変更の上）月 - 金曜の毎日6:30 - 6:40に放送していた。

### 2016年リオデジャネイロオリンピックの場合
- 2016年リオデジャネイロオリンピックの大会期間中は各局ごとにデイリーハイライトを朝の情報ワイド内・夕方の全国ニュース・スポーツニュース内・ニュース・スポーツの最終版内もしくはニュース・スポーツの最終版終了直後の10分のどちらかに分けて3枠にて、土日はニュース・スポーツの最終版内にて放送されるが、現地との時差が12時間ある関係でオリンピックの競技種目生中継でデイリーハイライトが最終枠もしくは朝の部のどちらかまたはどちらとも休止になる局もある。また、高校野球中継との兼ね合いや皇室の緊急重要報道（今上天皇の生前退位関連）の影響でデイリーハイライトの時間変更も場合もあった。基本的放送枠は平日朝枠が日テレ系は引き続き「ZIP!」内、テレビ朝日系は7:20 - 7:30の特設枠、TBS系は「あさチャン!」内、テレビ東京系は7:50 - 8:00の特設枠、フジテレビは引き続き「めざましテレビ」内にて、平日夕方枠はテレビ東京系が「NEWSアンサー」の冒頭10分間、フジテレビ系が「みんなのニュース」の終盤10分（18:50 - 19:00）にて放送する以外は残りの局系列は「2014ソチオリンピック」の放送枠と同じ枠で、平日最終枠はテレビ東京系の番組が「追跡LIVE! Sports ウォッチャー」」内の後半特設枠、フジテレビ系が「ユアタイム〜あなたの時間〜」内冒頭25分から30分間にて放送する以外は残りの局系列は「2014ソチオリンピック」のときと同じでそれぞれ放送されている。[1] 週末もニュース・スポーツの最終版内で放送されたが詳細は調整中。

### 2016年リオデジャネイロパラリンピックの場合
- 2016年リオデジャネイロパラリンピックの大会期間中はスカパー!やNHK総合テレビ・もしくはNHK Eテレにて放送される競技種目や開会式・閉会式の模様を民放キー局がダイジェストに伝えるデイリーハイライトか1週間分をまとめたウィークリーハイライト・あるいは大会事前番組・総集編・振り返り番組のいずれかを放送するように振り分けられている[2][3][4][5][6]。なお9月19日のテレビ朝日系デイリーハイライトは「ミュージックステーションウルトラFES2016」優先の都合上休止された。

### 2018年平昌（ピョンチャン）オリンピックの場合
- 基本的には2014年の「ソチオリンピック」、2016年の「リオデジャネイロオリンピック」の大会期間中と同じ対応になった。しかし、一部の局で最終ニュース・スポーツ枠が休止される日もあれば、夕方の全国ニュース枠が休止されて平昌オリンピックの競技中継を放送する日もあるなど対応は各局でまちまちであった。
- リオデジャネイロオリンピック（またはリオデジャネイロパラリンピック）との変更点は下記の通り。
  - 朝:テレビ東京系：大会期間中の月 - 金曜 7:50 - 8:00に特設枠を編成した（期間中通常番組である「朝のさんぽ道!」は15分の短縮版で放送された）。
  - 昼：特設枠は設けずテレビ東京系を除き各局では昼ニュースや各ワイドショーにて最新情報を伝えるなどしていた。[7] ただし、「平昌オリンピック中継」を行う日は各局とも定時ニュースが短縮もしくは休止、各ワイドショーも短縮もしくは休止する日があった。
  - 夕方：テレビ東京系:大会期間中の「ゆうがたサテライト」の冒頭10分間を特設枠で編成、それ以外は日本テレビ系・テレビ朝日系は17:43-17:53、TBS系は17:40-17:50、フジテレビ系とテレビ大分・テレビ宮崎[8] は18:50-19:00の各10分間を特設枠として編成放送していた。ただし、2月12日はテレビ朝日系、14日は日本テレビ系のみ女子アイスホッケーの中継を理由に特設枠を休止した。
  - 夜もしくは深夜:日本テレビ系とテレビ大分・テレビ宮崎、TBS系は各最終ニュース枠内にて特設枠を設け放送した。テレビ朝日系は織田信成を現地特設スタジオ[9] より生放送で伝える『涙のオリンピック』を大会期間中23:10-23:20に特設枠で伝えていた。テレビ東京系は大会期間中「追跡LIVE! Sports ウォッチャー」を10分拡大して基本終盤の10分を特設枠として放送していた。[10][11] フジ系は「THE NEWS α」を大会期間中特別構成にしてその中に特設枠を設けて放送していた。

週末については各局とも特設枠はなく、各定時ニュースまたは情報番組枠を使って『平昌オリンピック』の速報などを伝えていた。なお、競技時間との兼ね合いから「ウイークリーハイライト」は組みにくく、中継と中継の合間に名場面特集として放送していた。

#### 2018年平昌（ピョンチャン）パラリンピックの場合
- NHKは大会期間中Eテレを中心に競技中継やハイライトを「ソチパラリンピック」、「リオデジャネイロパラリンピック」以上の放送時間をかけて中継すると発表があった[13][14]。
- ジャパンコンソーシアムとしての対応は現在調整中[15][16][17][18][19][20][21][22][23][24]。

### 2021年東京オリンピックの場合
- 週末最終枠については大会前の7月3日（テレビ東京系を除き各局翌日未明）からの毎週末に特設枠を設けたり番組構成を変更し、特設枠を入れて10分拡大する編成を行った。しかし週末の最終枠特設枠が『東京五輪プレミアム』の制作担当局になる放送局の場合は番組枠を返上し『東京五輪プレミアム』の中でその日のハイライトや振り返りを行った。それ以外の週末についてはこれまでと同様に朝や夕方は定時ニュース枠内の特設枠を設けず定時ニュース内で試合結果や振り返りなどを行った。ただしテレビ朝日系は7月17日・18日分の放送は『第149回全英オープンゴルフ』の生中継前に特設枠を処理する編成を行った[25]。
- 平日については朝と最終枠が7月19日から夕方は7月26日からそれぞれ特設枠を設ける編成を行った。ただしテレビ朝日系の最終特設枠は今大会よりこれまでの報道ステーション明けの10分間特設枠から同番組内臨時特設枠に移動した。これはそれ以降の後続番組を定時に放送してほしい意向があると見られる。なお、7月27日と8月6日は特設枠を休止して五輪中継を放送する。この他にも日本テレビ系（テレビ大分とテレビ宮崎を除く）で7月22日の22:00-23:59まで五輪開幕直前特番を放送し最終枠の特設枠を返上している。この影響でテレビ大分とテレビ宮崎は『news zero』枠の穴埋めする番組を日本テレビから番組手配した。さらにフジテレビ系[26]も7月23日の23:00-翌24日1:00まで開会式ダイジェストの録画放送を放送した関係で最終枠特設枠を返上した[27]。これ以外にも夕方枠や最終枠のそれぞれ特設枠の時間に五輪中継が組まれたり東京五輪プレミアムが組まれた場合は各局ごとに返上する日もあった。
- 7月29日と8月4日のテレビ東京系朝の情報枠は五輪中継を優先し番組枠を返上した。
- 8月3日の日本テレビ系夕方の特設枠は当初男子サッカーの日本戦の生中継予定だったため返上した[28]。
- 8月6日のテレビ朝日系は早朝4:55 - 翌7日午前2時まで五輪中継を担当した関係で従来8月6日に広島ホームテレビは広島平和記念式典の生中継を8:00-8:30まで広島ローカルで放送しているが2021年は同局のサブチャンネル（SD画質）で広島ローカルで生中継した[29][30]。なおこの日のテレビ朝日系朝の情報枠は番組枠を返上した。

### 2021年の東京パラリンピックの場合
- 東京オリンピック・パラリンピック組織委員会の諸事情で詳細は2020東京オリンピックの大会終了後に各局の放送時間や放送スケジュールの割り当ても決定する。民放連もそれに合わせて資料のプレスリリースを出した[31]。
- 先行して民放連発表のプレスリリースによると土曜または日曜に民放5局のうちの2ないし3局で録画中継を軸に放送した。
  - しかし放送時間は各局により異なり生中継は1局のみである[32]。
    - その後の話し合いで五輪ハイライト同様に平日は朝に各局5分ずつ（日本テレビ・TBS・フジテレビの系列各局は朝ワイド内内包、テレビ朝日系は7:20-7:25の予定で、テレビ東京系は7:55-8:00）、最終枠は各局5分ずつ（日本テレビ・TBS・フジテレビの各系列局は最終ニュース&スポーツ枠の内包で5分拡大、テレビ朝日系は「熱闘甲子園」[33]の前に臨時特設枠5分挿入（23:10-23:15）、テレビ東京系は最終スポーツ枠を各曜日5分枠拡大（月 - 木曜は各23:55-24:05（翌日未明）、金曜は23:58（実質翌日未明0:00）-0:17）で放送される。
    - ただし8月27日の日本テレビ系とテレビ宮崎の最終枠は金曜ロードショーの40分枠拡大の影響で特設枠も通常設定時刻より40分後ろに繰り下がった[34][35]。
    - TBS系も9月1日21:00-22:00のボクシング中継・WBO世界スーパーフライ級タイトルマッチ「井岡一翔対フランシスコ・ロドリゲス・ジュニア」が最終ラウンドまで縺れた関係で22時以降が15分繰り下がった影響により特設枠も15分繰り下がった。
    - テレビ朝日系も9月2日の放送が2022 FIFAワールドカップアジア地区最終予選日本代表対オマーン代表（19:10-21:15、18:49-19:10は前座枠。一部地域は19:00.03より飛び乗り）の関係で通常21時の木曜ドラマ『緊急取調室』（第4シーズン）第7話以降が繰り下がり特設枠も15分繰り下がった（23:25-23:30に放送された）。
      - 土・日曜についてはそれぞれ最終ニュース&スポーツ枠に五輪ハイライト同様テレビ東京系を除き5分ずつ枠を拡大（ただしテレビ朝日系は最終ニュース&スポーツ枠がどちらとも21時台に放送している関係で土曜日は8月28日分が翌29日未明0:35-0:40、9月4日が翌5日0:05-0:10、日曜日分は8月29日分が翌30日未明0:55-1:00、9月5日分は翌6日未明0:25-0:30に放送。）。テレビ東京系は最終スポーツ枠の番組構成を五輪期間中と同様に一部変更し特設枠を設けることになった[36]。
        - なお8月22日のテレビ大分は日本テレビ制作の「24時間テレビ 愛は地球を救う44」を優先したためフジテレビ制作の「東京パラリンピック開幕直前SP」（フジテレビ系26局+テレビ宮崎で同日14:00-14:55）はネット返上された。

### 2022年の北京オリンピックの場合
- 2021年12月までにNHKの公式発表で基本的競技種目の各局放送振り分けなどが公表されているが、新疆ウイグル自治区の不当労働問題による外交的ボイコットなどが起きているため中継に派遣されるキャスターやジャパンコンソーシアムで競技中継に派遣されるアナウンサーは一部を除き確定している[37][38][39][40]。
- 放送枠で変更されるのはTBS系の平日朝枠の『THE TIME,』[41]に変わるのみでそれ以外の変更はなし。ただしフジ系の週末最終ニュース&スポーツ枠『S-PARK』の日曜版が手前30分枠に2021年10月より放送されているアニメ「鬼滅の刃 遊郭編」（2月13日終了）の関係で30分繰り下げとなった（特設枠も翌月曜未明に繰り下がった。）[42]。
- テレビ東京系の土曜スポーツニュース枠は2月5日は36分遅れの65分拡大で2月12日と19日はそれぞれ10分拡大しての対応となり12日と19日の通常23時以降の番組と5日の通常23時25分以降の番組はそれぞれ繰り下げて放送の対応となった[43]。
- これに加えて日本テレビ系とテレビ大分・テレビ宮崎は当初2021年12月に日本での開催予定だったFIFAクラブワールドカップ2021の試合中継および関連番組の放送スケジュールとも重複した。

### 2022年の北京パラリンピックの場合
- NHKでは総合とEテレで開会式や閉会式の生中継のほか一部競技種目の生中継が決まっているものの[44]民放の北京パラリンピックの中継は放送の予定はない[45]。
- 民放では各局のスポーツニュース枠で日本人選手がメダルを獲得した場合や入賞した場合に、国際映像素材の映像を流した。

### 2022年FIFAワールドカップカタール大会の場合
- ジャパンコンソーシアムでの放映権の交渉が難航したため、日本テレビ、TBSテレビ、テレビ東京が撤退し、NHK、テレビ朝日、フジテレビとAbemaTVが放映権を取得[46]し、全試合の配信はAbemaTVで配信することになったため[47]、現地に派遣するキャスターなどは調整中[48][49]。
- ハイライト番組や速報番組を編成するかどうかはフジテレビとテレビ朝日の公式発表待ちである。
- しかし、両局からの正式発表が遅れており、それよりも各テレビ月刊情報誌の2022年11月号や2022年11月9日売りの2週間分のテレビ番組を掲載させたテレビ情報誌（2022年11月12日 - 11月25日分）などで情報が記載された。
  - なお、フジテレビは11月6日の最終枠『S-PARK』より平日・土日ともに最終ニュース・スポーツ枠が5分拡大される。テレビ朝日も11月7日より月 - 金曜は23:10-23:15、土曜は翌0:00-0:05、日曜は翌0:25以降の深夜[50]に毎日5分間の特設枠を組むことになっている。一部の放送日にはデイリーハイライトもその後に放送する日がある。そのためそれ以降の深夜番組は繰り下げられる。
- 中継権を獲得しなかったそれ以外の放送局は定時ニュース枠や定時スポーツニュース枠で試合結果やハイライトを伝える。これ以外にテレビ大分とテレビ宮崎はフジテレビが放送権を持つ10試合のうち5試合の放送権を同時放送することになっている[51]。
  - これに伴い、11月22日のテレビ大分とテレビ宮崎は『news zero』と『午前0時の森』を臨時でネット返上するなど日本テレビ制作の複数の番組の編成に影響がそれぞれ生じている。また、11月28日夜のテレビ宮崎は21:10 - 21:54に『よかばん傑作選』、テレビ大分とテレビ宮崎の同日23:59-翌0:10も穴埋め番組が放送され、同日の『PICU 小児集中治療室』の遅れネットはW杯中継後へ繰り下げられる[52][53]。
- なお、大会期間中の平日はテレビ朝日系・フジテレビ系ともに1日に4回特設枠を設ける[54][55]。
  - 12月2日のフジテレビ系昼・午後特設枠（14時台に設定）は日本対スペインの再放送（12:45-14:45、28局ネット）のため、返上した。
  - 12月7日・14日の同系夕方特設枠はそれぞれ同日18:30からの長時間音楽特番『2022 FNS歌謡祭』の放送の関係で30分前倒しで放送されている。この他同系の特設枠は試合中継による繰上げの日や12月14日の『フジ芸人ロックフェス』（23:15-翌15日0:15）放送による最終枠特設の繰り下げなどもある。一方テレビ朝日系は試合中継がグループ予選ラウンドは週末夜・深夜、決勝ラウンドは平日深夜から早朝・朝に設定されているため特設枠の返上は11月29日最終枠5分のみであった。

### 2024年パリオリンピックの場合
- 民放連の公式発表が遅れたため[56]、詳細などは今後決まっていくと見られる。ここまで遅れた理由はバレーボール女子日本代表の出場権が決まっていなかったのと関係している可能性がある[57][58]。
- その後の情報で各局の事前番組・デイリーハイライトの番組枠はほぼ確定する。土・日曜分は既に7月6日・7日の最終枠内包分を開始している[59]。平日分について7月22日より編成開始予定。デイリーハイライトは日替わりで交代交代で1時間枠を設けて放送される。更に週末についてはウイークリーハイライトもいずれか2局で放送される予定。
- フジテレビ系26局と最終ニュース・スポーツニュース枠が通常日本テレビ系のテレビ宮崎は7月20日（21日未明）の特設情報枠を『FNS27時間テレビ』放送のため返上した。
- テレビ朝日系は火曜21時枠ドラマ『南くんが恋人!?』第2話の時間拡大や木曜ドラマ・『スカイキャッスル』初回の時間拡大の影響で7月23日・25日の『報道ステーション』直後の特設情報枠はそれぞれ予定時刻より6分繰り下げて放送された。しかし、23日分は22:29 - 翌24日0:20頃までCMの送出ができず特設枠4社のCMもテレビ朝日は全て、それ以外の系列局はP&G日本以外の3社のCMが流れないという放送事故が発生した[60][61][62][63][64][65]。
- 日本テレビ系は今回より従来平日昼の生放送バラエティ番組「ヒルナンデス!」内に設けていた特設枠を平日9時 - 11時10分（月 - 木曜の場合、金曜は45分早い10時25分まで）の午前ワイドショー番組『DayDay.』へ移動した[66]。
- フジテレビ系も「バイキング → バイキングMORE」および「ポップUP!」を放送した平日昼の情報番組枠が2023年1月の「ぽかぽか」開始によって廃枠となったため今回より平日昼の特設枠を朝のワイドショー番組「めざまし8」内へ移動した。

## 放送で使われている映像素材について
- 放送で使われているオリンピック競技種目のダイジェスト・ハイライトは、NHKと民放連が共同で出資しているジャパンコンソーシアムの制作でIOCの許可を得て放送している。

### FIFAワールドカップでのハイライト番組について
- 2002年の日韓共同開催大会より毎大会開催期間中にハイライト番組を編成しており、「デイリーハイライト」もしくは｢ウイークリーハイライト」を編成している（「デイリーハイライト」は各局1時間、「ウイークリーハイライト」は各局2時間前後通常のレギュラー番組を短縮･繰り下げるなどをして放送枠を確保している）。
- しかし、オリンピック大会と同様に放送権料の高騰の煽りを受けて2018年ロシア大会はこれ+大会直前のインフォメーション枠[67] を必要となった。ところが、テレビ東京系はスポーツアナウンサーを現地に派遣できないなどの事情から2018年ロシア大会は取材キャスターを現地に派遣するのと、6月5日 - 7月16日の期間中5分程度のハイライト番組を特設編成するのみとなっている[68]。
- なお、大会が近づいてきた6月11日以降はこれに平日夕方枠やテレビ東京系を除き平日昼の情報・ワイドショー枠でも期間中特設ハイライトやインフォメーションの5分 - 10分枠を編成している。だが、日本テレビ系[69] は昼の情報枠がバラエティー班制作の「ヒルナンデス!」を放送している関係で枠が確保できないため午前ワイドショー枠の「スッキリ」内に特設枠を繰り上げて設け放送した。ただ、6月15日以降は放送予定枠に日本代表戦振り返りダイジェスト番組や試合中継が被る場合5分から10分のインフォメーション番組は休止する場合がある。さらに7月14日のTBS系「S☆1」は同日14:00より長時間放送される「音楽の日」第2部（23:45 - 29:00）のため休止、特設枠は返上された。
- これ以外で6月18日のテレビ朝日系での朝ハイライト番組は当日最終日に当たる「第118回全米オープンゴルフ最終日」の延長放送有無による編成事情で休止となった。その他ワイド番組内の特設コーナー枠は大阪府北部地震関連の臨時ニュースや緊急速報が急遽番組内に飛び込んでくると提クレ・CMは編成規定や広告代理店との契約上放送されるが、コーナーはカットされる場合や日本代表戦が行われた翌日はコーナーの時間を若干変更するときがある。
- 放送で使われている試合のダイジェストやハイライトはジャパンコンソーシアムの制作でFIFAの許可を得て放送している。